# Serhine
Serhine är en ort i Marocko.   Den ligger i regionen Fès-Meknès, 200 km öster om huvudstaden Rabat.